# قزل‌تپه (شهرستان قوچقار)
قزل‌تپه (به قرقیزی: Кызыл-Дөбө، قىزىل دۅبۅ) یک منطقهٔ مسکونی در قرقیزستان است که در شهرستان قوچقار واقع شده‌است. قزل‌تپه ۲٬۰۸۵ نفر جمعیت دارد و ۲٬۱۵۴ متر بالاتر از سطح دریا واقع شده‌است.